# William Congreve

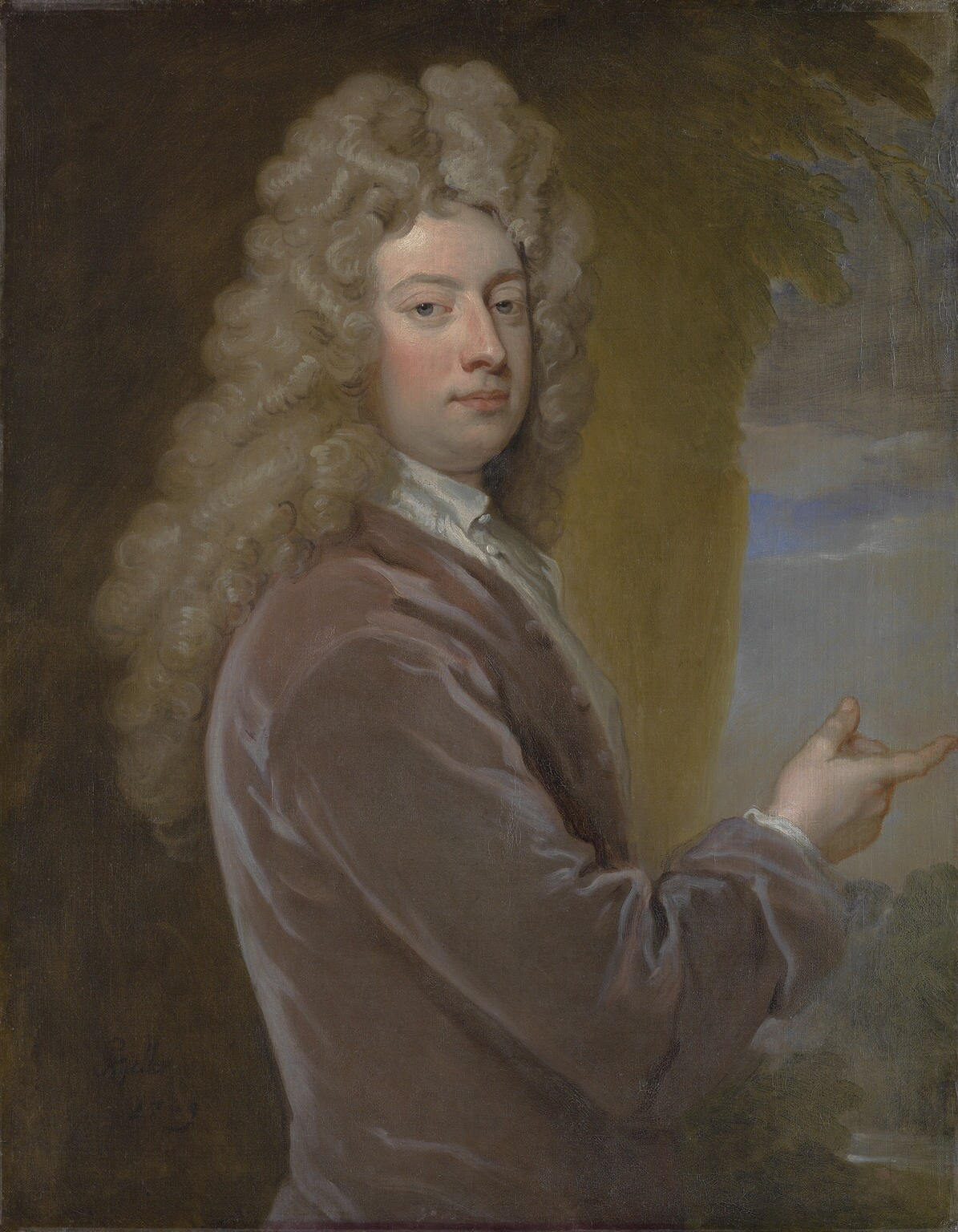
Retrato de William Congreve por Godfrey Kneller (1709)

William Congreve (Bardsey, Yorkshire, 24 de enero de 1670 - Londres, 19 de enero de 1729) fue un dramaturgo, poeta y traductor inglés. Maestro de la comedia de costumbres, se le estima como uno de los más destacados autores de la antipuritana comedia de la Restauración.

## Biografía
En 1674, el padre de Congreve recibió la orden de unirse a la guarnición de Youghal, en Irlanda. Cuando fue transferido a Carrickfergus, Congreve fue enviado a la escuela en Kilkenny, el Eton de Irlanda (1681). En abril de 1686 empezó a estudiar derecho en el Trinity College de Dublín, donde conoció a Jonathan Swift, de quien fue amigo durante toda su vida (ambos tenían el mismo tutor, el matemático Saint-George Ashe, 1657-1718). Tras obtener su maestría, su familia regresó con él a Inglaterra y Congreve se interesó por el mundo de la literatura, convirtiéndose en un ferviente discípulo y colaborador de John Dryden, quien lo protegió y patrocinó. 
Congreve escribió algunas de las piezas teatrales más populares de la literatura de la Restauración inglesa entre los veinticinco y los treinta años (cinco piezas entre 1693 y 1700), algunas tan destacadas como Love for Love (1695) o The Way of the World (1700), pero ya no volvió a escribir teatro, fuera de los libretos para dos óperas y su colaboración en traducir una pieza de Molière en 1704, Monsieur de Pourceaugnac. 
Se cree que abandonó el teatro a causa de la evolución del gusto del público, que se mostraba menos favorable a las comedias libertinas de temas sexualmente explícitos y frívolos en que Congreve era especialista. De hecho, fue uno de los dramaturgos más atacados por el obispo Jeremy Collier en su panfleto A Short View of the Immorality and Profaneness of the English Stage (1698) hasta el punto de que el comediógrafo le dirigió una larga respuesta titulada Amendments of Mr. Collier's False and Imperfect Citations.
Miembro del partido whig, Congreve se interesó por el tema político y ocupó algunos cargos menores; en 1705 fue nombrado comisario de vinos, un puesto que conservó en virtud de los buenos oficios de su amigo Swift al cambiar el gobierno en 1710, pero al que renunció cuando Jorge I le dio un empleo en la secretaría de aduanas de Jamaica a fines de 1714; durante su estancia en la isla aprovechó para escribir poesía, dignificando el maltratado género de la oda pindárica, y además tradujo con competencia pasajes de Homero, Juvenal, Ovidio y Horacio. Nunca se casó, como su amigo Swift, aunque al parecer fue el padre de la segunda hija de la duquesa de Marlborough, lady Mary Godolphin, más tarde duquesa de Leeds; esto explicaría por qué Congreve dejó toda su fortuna en herencia a la duquesa de Marlborough. Padecía gota y estaba medio ciego por cataratas, y vivió hasta su muerte con las no escasas regalías de sus primeras obras, que completó con otros trabajos. Se entrevistó con Voltaire durante su exilio inglés, aunque ya no le gustaba hablar de teatro. Murió en Londres de los estragos sufridos por un accidente anterior que tuvo con un carruaje y está enterrado en la abadía de Westminster.
Según B. Ifor Evans, su grandeza de dramaturgo reside en su maestría para el diálogo (en el que hace un irónico escrutinio del lenguaje afectado de la época) y en la entereza de su visión de un mundo muy superficial, en la que muestra exquisita precisión para pintar sus valores:

El triunfo en este mundo no es el del bien sobre el mal, sino del elegante sobre el inelegante, del ingenioso sobre el lerdo, del donairoso sobre el rústico. Nunca se deja que el sentimiento ni la moral se entremetan en una reunión donde el correcto artificio de los modales, la moda y la conversación dan el único pasaje que lleva hacia el éxito... Congreve sabía lo que excluía y lo hacía a fin de que este vistoso y egoísta mundo pudiese exhibirse sin estorbos en todos sus brillantes colores.

Por así decir, Congreve reviste la zafiedad de la comedia de la Restauración con un lenguaje elegante y maneras más ingeniosas, imaginativas y delicadas. "Incluso quienes actúan como objetivo de sus dardos, los palurdos, las elegantes mujeres maduras, pero aún seductoras, expresan sus rarezas con un verbo tan distinguido que se evita rozar la brutalidad". Así, en su obra maestra El camino del mundo (1700), la anciana lady Wishfort (esto es, Wish-for-it, "Lodesea") se expresa en estos términos:

No debe usted imputar mi condescendencia a apetitos oscuros ni a hartazgo de viudedad; ni achacar mi complacencia a ninguna suerte de aletargada abstinencia. Confío en que no me juzgue proclive a reiterar en ningún caso la ceremonia nupcial...

## Obras
- The Complete Works. Ed. Montague Summers, London, 1923, 4 vols.

### Teatro
- The Old Bachelor, enero de 1693 (El mozo viejo o El solterón), comedia con música de Henry Purcell
- The Double Dealer, noviembre 1693 (El falso amigo), comedia con música de Henry Purcell
- Love for Love, 1695 (Amor por amor), comedia
- The Mourning Bride, 1697 (La novia enlutada), tragedia
- The Way of the World, 1700 (El camino del mundo), comedia.[5]
- The Judgement of Paris (1701), mascarada
- Semele (1705–1706), ópera

### Lírica
- The Mourning Muse of Alexis (1695)
- A Pindarique Ode, Humbly Offer'd to the King on His Taking Namure (1695)
- The Birth of the Muse (1698)
- A Hymn to Harmony (1703)
- The Tears of Amaryllis for Amyntas (1703)
- A Pindarique Ode, Offer'd to the Queen on the Victorious Progress of Her Majesty's Arms (1706)

### Otras obras
- Incognita or Love and Duty Reconcil'd (1692), novela
- Amendments of Mr. Collier's False and Imperfect Citations (1698), folleto de réplica.
- A Discourse on the Pindarique Ode (en A Pindarique Ode, Offer'd to the Queen... de por 1706)
- An Impossible Thing (1720), historia.